# ديدييه دي راديجوز
ديدييه دي راديجوز هو متسابق دراجات نارية ومتسابق سيارات معتزل ومصور حاليا بلجيكي. نافس في سباقات بطولة العالم لفئة 500 سي سي ولفئة 350 سي سي ولفئة 250 سي سي ولفئة 50 سي سي. كما شارك في لو مان 24 ساعة. بدأ مسيرته في سباق الجائزة الكبرى للدراجات النارية سنة 1979.

## روابط خارجية
- ديدييه دي راديجوز على موقع DriverDB.com (الإنجليزية)
- ديدييه دي راديجوز على موقع MotoGP.com (الإنجليزية)